# Resubelpara
Resubelpara là một thành phố và là nơi đặt ban đô thị (municipal board) của quận East Garo Hills thuộc bang Meghalaya, Ấn Độ.

## Nhân khẩu
Theo điều tra dân số năm 2001 của Ấn Độ, Resubelpara có dân số 17.652 người. Phái nam chiếm 51% tổng số dân và phái nữ chiếm 49%. Resubelpara có tỷ lệ 68% biết đọc biết viết, cao hơn tỷ lệ trung bình toàn quốc là 59,5%: tỷ lệ cho phái nam là 69%, và tỷ lệ cho phái nữ là 66%. Tại Resubelpara, 17% dân số nhỏ hơn 6 tuổi.